# Bags' Groove
Bags' Groove je studiové album amerického jazzového trumpetisty Milese Davise, vydané v roce 1957 hudebním vydavatelstvím Prestige Records. Skladby byly nahrány během dvou frekvencí; první proběhla 29. června 1954 ve studiu Van Gelder Studio a druhý 24. prosince téhož roku na stejném místě. Nahrávky původně vyšly na dvou 10" deskách.

## Seznam skladeb
| Pořadí | Název                        | Autor                         | Délka |
| ------ | ---------------------------- | ----------------------------- | ----- |
| 1.     | Bags' Groove (první verze)   | Milt Jackson                  | 11:16 |
| 2.     | Bags' Groove (druhá verze)   | Jackson                       | 9:24  |
| 3.     | Airegin                      | Sonny Rollins                 | 5:01  |
| 4.     | Oleo                         | Rollins                       | 5:14  |
| 5.     | But Not for Me (druhá verze) | George Gershwin, Ira Gershwin | 5:45  |
| 6.     | Doxy                         | Rollins                       | 4:55  |
| 7.     | But Not for Me (první verze) | Gershwin, Gershwin            | 4:36  |

## Obsazení
- Miles Davis – trubka
- Sonny Rollins – tenorsaxofon
- Horace Silver – klavír
- Thelonious Monk – klavír
- Milt Jackson – vibrafon
- Percy Heath – kontrabas
- Kenny Clarke – bicí